# Baglivia
Baglivia is een geslacht van uitgestorven weekdieren uit de klasse van de Gastropoda (slakken).

## Soorten
- Baglivia ambigua Brusina, 1892 †
- Baglivia dilatata Pană, 1989 †
- Baglivia elongata Pană, 1989 †
- Baglivia goniogyra Brusina, 1892 †
- Baglivia rugosula Brusina, 1892 †
- Baglivia spinata Lörenthey, 1895 †
- Baglivia streptogyra Brusina, 1892 †
- Baglivia strongylogyra Brusina, 1892 †